# Cronologia della teoria dell'informazione
Questa voce contiene una cronologia di eventi legati alla  teoria dell'informazione, alla  informazione quantistica, alla  compressione dei dati, ai  codici di correzione degli errori e argomenti correlati.
- 1872  – Ludwig Boltzmann presenta il suo teorema H, e con esso la formula Σpi log pi per l'entropia di una singola particella di gas.
- 1878  – J. Willard Gibbs definisce l'entropia di Gibbs: le probabilità nella formula dell'entropia sono assunte ora come probabilità dello stato dell'intero sistema.
- 1924  – Harry Nyquist discute la quantificazione dell'"informazione" e la velocità alla quale essa può essere trasmessa da un sistema di comunicazione.
- 1927  – John von Neumann definisce l'entropia di von Neumann, estendendo l'entropia di Gibbs alla meccanica quantistica.
- 1928  – Ralph Hartley introduce l'informazione di Hartley come il logaritmo del numero dei possibili messaggi, con l'informazione che è comunicata quando il ricevente può distinguere una sequenza di simboli da una qualsiasi altra (indipendentemente da qualsiasi significato associato).
- 1929  – Leó Szilárd analizza il diavoletto di Maxwell, mostrando come un motore di Szilard può talvolta trasformare l'informazione nell'estrazione di lavoro utile.
- 1940  – Alan Turing introduce il deciban come misura delle informazioni dedotte sulle impostazioni del cifratore tedesco Enigma mediante il processo di Banburismo.
- 1944  – La teoria dell'informazione di Claude Shannon è sostanzialmente completa.
- 1947  – Richard W. Hamming inventa i codici di Hamming per la rilevazione e correzione d'errore. Per ragioni di brevetto, il risultato non è pubblicato fino al 1950.
- 1948  – Claude E. Shannon pubblica Una teoria matematica della comunicazione.[1]
- 1949  – Claude E. Shannon pubblica La comunicazione in presenza di rumore – Teorema del campionamento di Nyquist-Shannon e teorema di Shannon–Hartley.
- 1949  – La teoria della comunicazione nei sistemi crittografici di Claude E. Shannon è declassificata.
- 1949  – Robert M. Fano pubblica Transmission of Information. M.I.T. Press, Cambridge, Mass. – Codifica di Shannon-Fano.
- 1949  – Leon G. Kraft scopre la disuguaglianza di Kraft, che mostra i limiti dei codici prefissi.
- 1949  – Marcel J. E. Golay introduce i Codici di Golay per la correzione degli errori inoltrati.
- 1951  – Solomon Kullback e Richard Leibler introducono la divergenza di Kullback–Leibler.
- 1951  – David A. Huffman inventa la codifica di Huffman, un metodo per trovare codici prefissi ottimali per la compressione dati lossless.
- 1953  – August Albert Sardinas e George W. Patterson escogitano l'algoritmo di Sardinas–Patterson, una procedura per decidere se un determinato codice a lunghezza variabile è univocamente decodificabile.
- 1954  – Irving S. Reed e D.E. Muller propongono i codici di Reed-Muller.
- 1955  – Peter Elias introduce i codici convoluzionali.
- 1957  – Eugene Prange discute per la prima volta i codici di ridondanza ciclica.
- 1959  – Alexis Hocquenghem, e indipendentemente l'anno successivo Raj Chandra Bose e Dwijendra Kumar Ray-Chaudhuri, scoprono i codici BCH.
- 1960  – Irving S. Reed e Gustave Solomon propongono i codici di Reed-Solomon.
- 1962  – Robert G. Gallager propone i codici di controllo di parità a bassa densità; sono inutilizzati per 30 anni a causa di limitazioni tecniche.
- 1965  – Dave Forney discute i codici concatenati.
- 1967  – Andrea Viterbi inventa l'algoritmo di Viterbi, rendendo praticabile la decodifica dei codici convoluzionali.
- 1968  – Elwyn Berlekamp inventa l'algoritmo di Berlekamp–Massey; la sua applicazione alla decodifica dei codici BCH e di Reed-Solomon è messa in evidenza da James L. Massey l'anno seguente.
- 1968  – Chris Wallace e David M. Boulton pubblicano il primo di molti studi sull'inferenza statistica e induttiva della lunghezza minima dei messaggi (minimum message length, MML).
- 1970  – Valerii Denisovich Goppa introduce i codici di Goppa.
- 1972  – J. Justesen propone i codici di Justesen, un miglioramento dei codici di Reed-Solomon.
- 1973  – David Slepian e Jack Wolf scoprono e provano i limiti della codifica di Slepian–Wolf per la codifica della sorgente distribuita.
- 1976  – Gottfried Ungerboeck presenta il primo studio sulla modulazione con codifica a griglia (Trellis Coded Modulation, TCM); un'esposizione più dettagliata nel 1982 porta a un innalzamento delle velocità POTS dei modem analogici da 9,6 kbit/s a 33,6 kbit/s.
- 1976  – R. Pasco e Jorma J. Rissanen sviluppano tecniche efficaci per la codifica aritmetica.
- 1977  – Abraham Lempel e Jacob Ziv sviluppano la compressione di Lempel-Ziv (LZ77).
- 1989  – Phil Katz pubblica il formato .zip che include DEFLATE (LZ77 + codifica di Huffman), destinato a diventare il più utilizzato contenitore archivio e algoritmo di compressione lossless (senza perdita di dati).
- 1993  – Claude Berrou, Alain Glavieux e Punya Thitimajshima introducono i codici Turbo.
- 1994  – Michael Burrows e David Wheeler pubblicano la trasformata di Burrows-Wheeler, che doveva in seguito trovare uso in bzip2.
- 1995  – Benjamin Schumacher conia il termine qubit e prova il teorema della codifica quantistica senza rumore.